# OTS 44
OTS 44 (2MASS J11100934-7632178) es una enana marrón a unos 554 años luz de distancia del sistema solar en la constelación de Chamaeleon. Fue descubierta en 2005 por un equipo dirigido por Kevin Luhman utilizando el Observatorio Gemini en Chile. Hasta el descubrimiento de Cha 110913-773444 —que no se sabe si es un planeta con lunas o una enana marrón con planetas— era la enana marrón conocida más pequeña.
OTS 44 tiene una masa 15 veces mayor que la masa de Júpiter, que equivale al 1,5 % de la masa solar. Su radio es una cuarta parte del radio solar. Su bajísima luminosidad apenas supera una milésima de la luminosidad solar. Su tipo espectral es M9.5V y tiene una temperatura estimada de 2300 K.
El telescopio espacial Spitzer ha detectado un disco de polvo alrededor de este objeto, formado por partículas de hielo y roca. Este disco protoplanetario eventualmente puede acabar formando un sistema planetario en torno a la enana marrón. Los astrónomos especulan si el disco que orbita OTS 44 tiene suficiente masa para formar un planeta gigante gaseoso así como unos cuantos planetas rocosos del tamaño de la Tierra. Ello conduce a la cuestión de si podría existir un planeta habitable alrededor de un objeto de estas características. De acuerdo a Kevin Luhman, puede existir toda una serie de sistemas solares en miniatura en los cuales los planetas orbiten alrededor de enanas marrones.